# Петровка (село, Бугульминский район)
Петровка — село в Бугульминском районе Татарстана, административный центр Петровского сельского поселения. 
Село расположено в 15 км от Бугульмы к юго-западу.